# Carlo Duse
Carlo Artemio Vittorio Duse (Udine, 5 gennaio 1898 – Roma, 9 agosto 1956) è stato un attore, regista e sceneggiatore italiano.

## Biografia
Nato a Udine da una grande famiglia di attori, cugino di Eleonora e fratello minore di Eugenio, iniziò a calcare il palcoscenico come attore giovane, nelle compagnie di Virgilio Talli, Maria Melato, Antonio Gandusio, e successivamente in quelle di Ermete Zacconi, Dina Galli e Amedeo Chiantoni, lavorando anche come autore di testi di commedie.
Debuttò nel cinema muto nel kolossal storico Gli ultimi giorni di Pompei (1926), per la regia di Carmine Gallone e Amleto Palermi.
Solo all'inizio degli anni '30 l'attività di attore cinematografico diverrà prevalente, soprattutto come attore caratterista, in parti di cattivo e spietato, per quasi tutta la lunga filmografia che si interrompe nel 1956 con la sua morte.
In due occasioni si cimentò anche come regista cinematografico: nel 1940 con la pellicola storico-epica Fanfulla da Lodi, co-diretta assieme a Giulio Antamoro (di questo film Duse fu anche sceneggiatore e attore in un ruolo minore), e nel 1952 con il melodramma popolare La colpa di una madre.

## Filmografia

### Attore
- Gli ultimi giorni di Pompei, regia di Carmine Gallone e Amleto Palermi (1926)
- Cento di questi giorni, regia di Mario Camerini (1933)
- Villafranca, regia di Giovacchino Forzano (1934)
- La cieca di Sorrento, regia di Nunzio Malasomma (1934)
- Teresa Confalonieri, regia di Guido Brignone (1934)
- L'ultimo dei Bergerac, regia di Gennaro Righelli (1934)
- Aurora sul mare, regia di Giorgio Simonelli (1935)
- Campo di maggio, regia di Giovacchino Forzano (1935)
- Le scarpe al sole, regia di Marco Elter (1935)
- Re burlone, regia di Enrico Guazzoni (1935)
- Amo te sola, regia di Mario Mattoli (1935)
- Ginevra degli Almieri, regia di Guido Brignone (1935)
- Musica in piazza, regia di Mario Mattoli (1936)
- Tredici uomini e un cannone, regia di Giovacchino Forzano (1936)
- Condottieri, regia di Luis Trenker (1937)
- Scipione l'Africano, regia di Carmine Gallone (1937)
- Il feroce Saladino, regia di Mario Bonnard (1937)
- Il conte di Bréchard, regia di Mario Bonnard (1937)
- Il torrente, regia di Marco Elter (1938)
- Ettore Fieramosca, regia di Alessandro Blasetti (1938)
- Giuseppe Verdi, regia di Carmine Gallone (1938)
- Orgoglio, regia di Marco Elter (1938)
- Sotto la croce del sud, regia di Guido Brignone (1938)
- Piccoli naufraghi, regia di Flavio Calzavara (1939)
- La grande luce, regia di Carlo Campogalliani (1939)
- Traversata nera, regia di Domenico Gambino (1939)
- Retroscena, regia di Alessandro Blasetti (1939)
- Lotte nell'ombra, regia di Domenico Gambino (1939)
- Fanfulla da Lodi, regia di Giulio Antamoro e Carlo Duse (1940)
- Incanto di mezzanotte, regia di Mario Baffico (1940)
- Arditi civili, regia di Domenico Gambino (1940)
- Un'avventura di Salvator Rosa, regia di Alessandro Blasetti (1940)
- Il segreto di Villa Paradiso, regia di Domenico Gambino (1940)
- La fanciulla di Portici, regia di Mario Bonnard (1940)
- Melodie eterne, regia di Carmine Gallone (1940)
- Il cavaliere di Kruja, regia di Carlo Campogalliani (1940)
- L'assedio dell'Alcazar, regia di Augusto Genina (1940)
- Abbandono, regia di Mario Mattoli (1940)
- Il re del circo, regia di Hans Hinrich (1941)
- Beatrice Cenci, regia di Guido Brignone (1941)
- Leggenda della primavera, regia di Giorgio Walter Chili (1941)
- La compagnia della teppa, regia di Corrado D'Errico (1941)
- Il bravo di Venezia, regia di Carlo Campogalliani (1941)
- Villa da vendere, regia di Ferruccio Cerio (1941)
- Il signore a doppio petto, regia di Flavio Calzavara (1941)
- I promessi sposi, regia di Mario Camerini (1941)
- Capitan Tempesta, regia di Corrado D'Errico (1942)
- Il leone di Damasco, regia di Corrado D'Errico e Enrico Guazzoni (1942)
- Una signora dell'Ovest, regia di Carl Koch (1942)
- Giarabub, regia di Goffredo Alessandrini (1942)
- I due Foscari, regia di Enrico Fulchignoni (1942)
- Bengasi, regia di Augusto Genina (1942)
- Don Giovanni, regia di Dino Falconi (1942)
- Don Cesare di Bazan, regia di Riccardo Freda (1942)
- Pazzo d'amore, regia di Giacomo Gentilomo (1942)
- Inviati speciali, regia di Romolo Marcellini (1943)
- La valle del diavolo, regia di Mario Mattoli (1943)
- Spie tra le eliche, regia di Ignazio Ferronetti (1943)
- Musica proibita, regia di Carlo Campogalliani (1943)
- L'usuraio, regia di Harry Hasso (1943)
- Silenzio, si gira!, regia di Carlo Campogalliani (1943)
- Nebbie sul mare, regia di Marcello Pagliero (1943)
- Tempesta sul golfo, regia di Gennaro Righelli (1943)
- Avanti a lui tremava tutta Roma, regia di Carmine Gallone (1946)
- La monaca di Monza, regia di Raffaello Pacini (1947)
- Antonio di Padova, regia di Pietro Francisci (1949)
- Totò sceicco, regia di Mario Mattoli (1950)
- Messalina, regia di Carmine Gallone (1951)
- Senza bandiera di Lionello De Felice (1951)
- Camicie rosse, regia di Goffredo Alessandrini (1952)
- Don Camillo, regia di Julien Duvivier (1952)
- Puccini, regia di Carmine Gallone (1953)
- Il mostro dell'isola, regia di Roberto Bianchi Montero (1953)
- Tradita, regia di Mario Bonnard (1954)
- Le due orfanelle, regia di Giacomo Gentilomo (1954)
- Il padrone sono me, regia di Franco Brusati (1955)
- Don Camillo e l'onorevole Peppone, regia di Carmine Gallone (1955)
- Moglie e buoi, regia di Leonardo De Mitri (1956)

### Regista
- Fanfulla da Lodi, co-diretto con Giulio Antamoro (1940)
- La colpa di una madre (1952)

### Sceneggiatore
- Il torrente (1938)
- Retroscena (1939)
- Traversata nera (1939)
- Arditi civili (1940)
- Fanfulla da Lodi (1940)
- Musica proibita (1942)
- Canto, ma sottovoce... (1945)
- Alina (1950)
- La colpa di una madre (1952)
- Una voce, una chitarra, un po' di luna, regia di Giacomo Gentilomo (1956)